# Эскадрилья

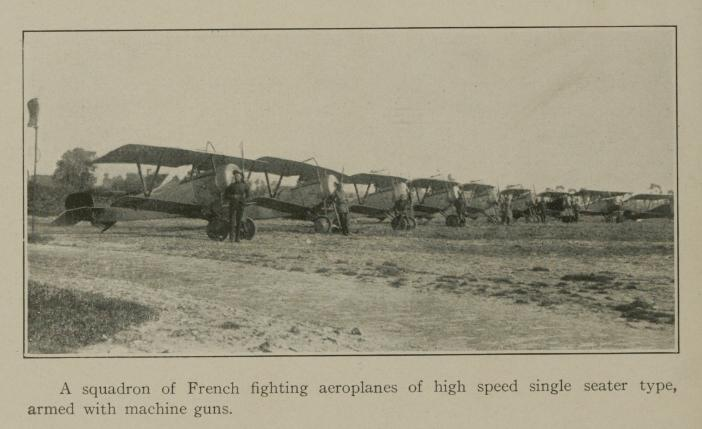
Эскадрилья французских боевых самолётов скоростного одноместного типа, вооруженных пулемётами,1917 или ранее

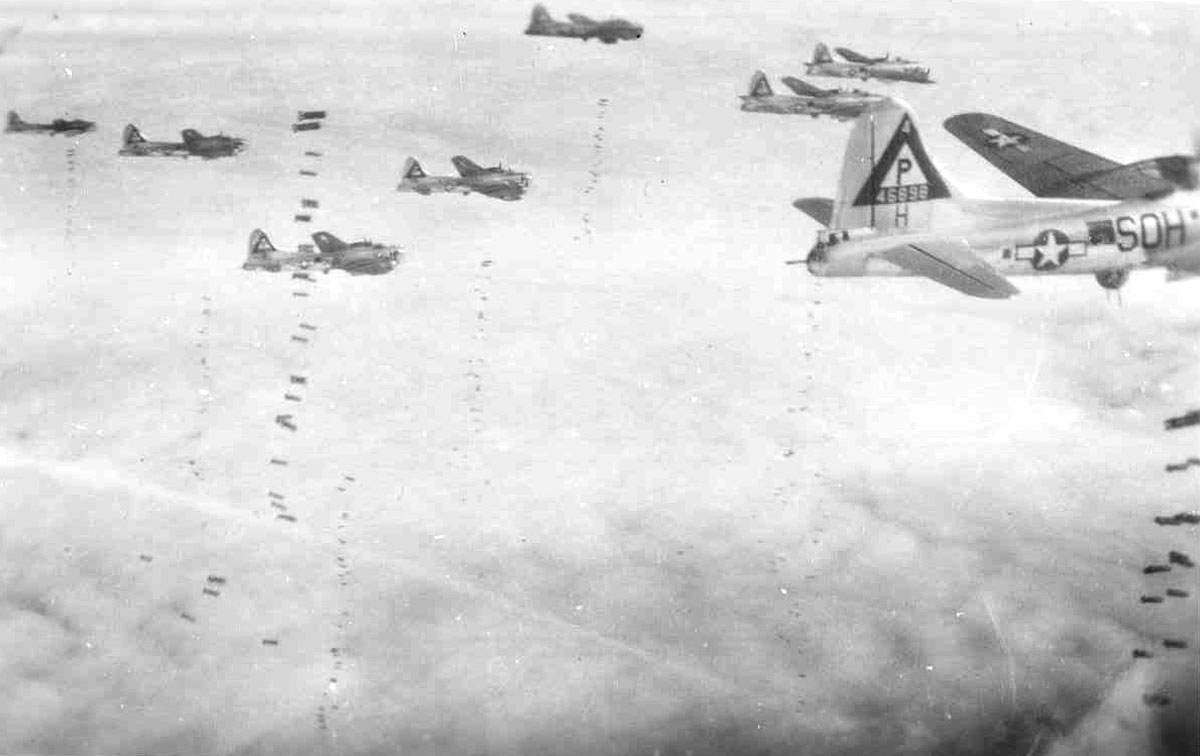
Группа Б-17Г (Boeing B-17G), ближайший самолёт (SO-H) — B-17G-70-DL (S/N 44-6898) из 384-й бомбардировочной группы, 547-я эскадрилья, около 1944 года

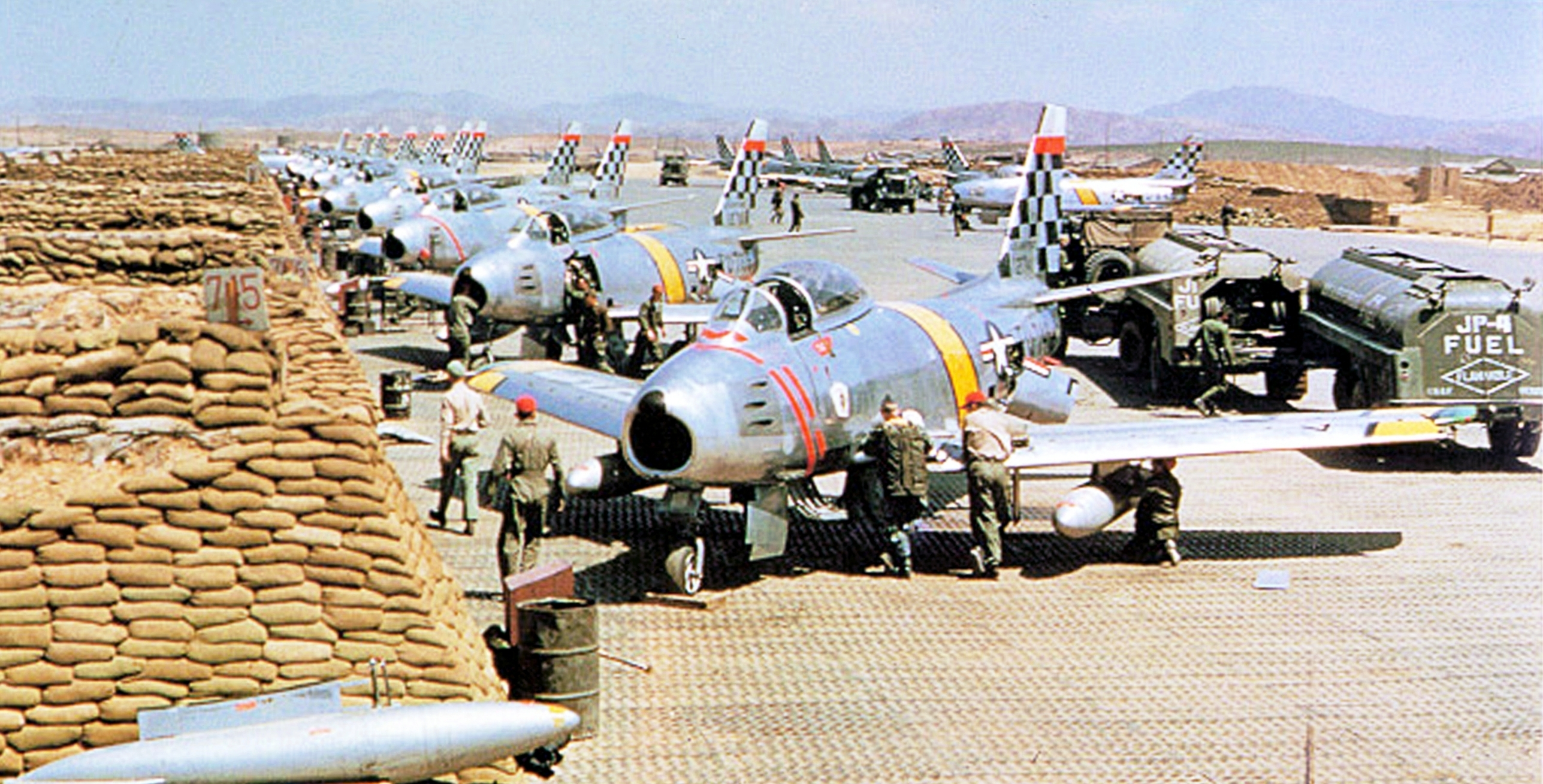
Эскадрилья F-86 Сейбр, Южная Корея, 1951 год

Эскадри́лья (фр. escadrille, уменьшительное от escadre «эскадра») — авиационное формирование, основное тактическое подразделение или воинская часть (отдельная эскадрилья), в военно-воздушных силах (флотах), военно-морской или армейской авиации ряда государств.
Первоначально, в военном деле, эскадрилья (франц. escadrille) — небольшое соединение лёгких военных кораблей (миноносцев, подводных лодок), позже получил широкое распространение в военной авиации. В вооружённых силах разных государств, в связи с военным делом, принято в основном два варианта авиаформирований. Русская (советская, российская и постсоветских стран) полковая военная система под термином авиационная эскадрилья, позже и вертолётная, в большинстве случаев подразумевает структурное подразделение в составе авиационного полка, в зависимости от рода авиации, и в некоторых случаях авиационная эскадрилья является воинской частью, в этом случае она называется отдельной авиационной эскадрильей. Эскадрилья также внутри поделена на авиационные отряды или авиационные звенья по три — четыре летательных аппарата. В составе авиационной эскадрильи истребительной или фронтовой авиации обычно 12 самолётов. В авиационном полку может быть от двух до четырёх-пяти эскадрилий (обычно три).
Английский или американский принцип (стран NATO и ряда других) подразумевает структурно законченное самостоятельное авиационное формирование Эскадрон (анг. дословно: Squadron), что на русский язык часто переводят как Эскадрилья (авиационная), полностью будет как Squadron in an air force (эскадрон воздушных сил). Авиационный эскадрон — это самостоятельная боевая единица в виде номерной воинской части, со всеми присущими этому атрибутами, историей и традициями. Обычно в авиационном эскадроне имеется дюжина или две летательных аппаратов (от 12 до 24), разделённых на авиационные отряды внутри эскадрона. Три авиационных эскадрона образуют более крупное авиационное соединение — авиационное крыло (Wing). Также термин Squadron используется для обозначения наземных подразделений ВВС, таких как: метеорологические, медицинские, радиолокационные, ракетные эскадрильи, эскадрильи сил безопасности, эскадрильи технического обслуживания самолётов, эскадрильи гражданского строительства и других.

## История термина
История возникновения термина уходит своими корнями в прошлое, когда на заре развития авиации особое развитие получил Военно-морской флот, имеющий самую современную по тем временам технику и обученный технически грамотный персонал. В первых десятилетиях XX века наибольшее развитие авиация получила в странах, втянутых в первую мировую войну — в Германии, Австро-Венгрии, во Франции, Англии и России. Так как много авиаторов той поры имели военно-морское образование, то и при формировании новых тогда авиационных структур решили придерживаться отработанных в военно-морском флоте принципов.
В Российской Империи, с лёгкой руки Великого князя Александра Михайловича Романова, первого организатора и куратора зарождающейся авиации, Указом от 6 февраля 1910 года был образован Российский императорский военно-воздушный флот (см. отдельную статью).
Методом проб и ошибок из подразделений аэропланов формировали воздушные роты, воздушные батальоны и воздушные эскадроны. Так, например, 10 (23) декабря 1914 года постановлением военного совета Российской Империи был дан старт сформированию эскадры воздушных кораблей (С-22) конструкции И. И. Сикорского, более известных под собственным именем — «Илья Муромец».

## Авиационные эскадрильи по государствам

### Германия
Ещё в начале XX века в Германии были образованы Deutsche Luftstreitkräfte (имперские военно-воздушные силы), и появился термин «staffel» (досл. эскадрон), что в смысловом переводе на русский язык обозначает эскадрилья.
В воздушных силах Германии периода 1933 — 1945 годов (люфтваффе) была принята организация, в которой основной боевой тактической единицей была авиационная группа (Gruppe), в состав каждой входило несколько эскадрилий (обычно три). Три или четыре группы образовывали эскадру (Geschwader).
В каждой эскадрилье по штатному расписанию было от 9 до 16 самолётов (зависело от типов и задач).
Нумерация эскадрилий в эскадре была сквозной: в I группу входили 1-я, 2-я и 3-я эскадрильи, во II — 4-я, 5-я, 6-я и т. д. Номер эскадрильи записывался арабской цифрой с точкой. За номером через дробь следовало обозначение эскадры или группы (если группа не входила в состав эскадры). В скобках могло уточняться назначение эскадрильи:
- 1./JG 27 — 1-я эскадрилья (в составе I группы) 27-й истребительной эскадры;
- 7./KG 76 — 7-я эскадрилья (в составе III группы) 76-й бомбардировочной эскадры;
- 10.(Jabo)/JG 2 — 10-я (истребительно-бомбардировочная) эскадрилья 2-й истребительной эскадры;
- 3.(F)/Aufkl.Gr 22 — 3-я (дальнеразведывательная) эскадрилья 22-й разведывательной группы; сокращённый вариант −3./(F)22;
- 1./Aufkl.Gr Ob.d.L. — 1-я эскадрилья разведывательной группы, непосредственно подчинявшейся главному командованию люфтваффе;
- 1./KGr 106 — 1-я эскадрилья 106-й бомбардировочной группы;
- Stab/ZG 2 означало штабное звено 2-й эскадры тяжёлых истребителей.

Эскадрильи, в свою очередь, делились на звенья (нем. Kette), которые в большинстве родов авиации состояли из трёх самолётов. В истребительных частях имелись звенья из четырёх самолётов (нем. Schwarm), делившиеся ещё на пары (нем. Rotte).
Состав эскадр, групп и эскадрилий варьировался в зависимости от задач, поставленных перед ними, наличия самолётов и лётного состава, условий тылового снабжения и так далее. Особо гибкой организацией отличалась истребительная авиация, в которой обычным явлением было ведение боевых действий группами одной эскадры (или даже эскадрильями), находившимися на расстоянии нескольких сотен километров друг от друга. Такие подразделения действовали обособленно, в зависимости от сложившейся боевой обстановки на данном участке фронта.

### ВВС СССР военного периода
В РККА основной штатной номерной единицей авиации (войсковой частью) первоначально была авиационная бригада, затем авиационный полк (авиаполк). Бригада (затем полк) состояла из авиационных эскадрилий (аэ), а авиаэскадрилья — из отрядов и (или) звеньев.
С 16 сентября 1924 года авиационная эскадрилья состояла из двух или трёх отрядов, в зависимости от рода авиации:
- истребительная эскадрилья — из трёх отрядов по три звена в каждом. Всего в эскадрилье имелось 46 самолётов, из них 12 запасных.
- легкобомбардировочная эскадрилья включала три отряда из двух звеньев и насчитывали 31 самолёт, из них 12 запасных.
- разведывательная эскадрилья включала три отряда из двух звеньев и насчитывали 31 самолёт, из них 12 запасных.
- тяжелобомбардировочная эскадрилья состояла из двух отрядов по три самолёта. Всего 6 самолётов.

В 1938 году руководством было принято решение об изменении организационно-штатной структуры и численности самолётов в эскадрильях:
- бомбардировочная эскадрилья состояла из четырёх звеньев по три самолёта (12 самолётов)
- штурмовая эскадрилья — из трёх основных звеньев и одного резервного (12 самолётов)
- истребительная эскадрилья насчитывала 15 самолётов и состояла из пяти звеньев.

Войсковая авиация состояла из отдельных эскадрилий, по одной на каждый стрелковый, механизированный и кавалерийский корпус.
Опыт Великой Отечественной войны и большие потери, в первые годы войны, вызвали необходимость новых изменений. 10 августа 1941 года приказом командующего ВВС РККА эскадрильи в штурмовой, бомбардировочной и истребительной авиации определялись по 10 самолётов (три звена и самолёт командира). Через десять дней, 20 августа, последовал новый приказ для формирований, получавших самолёты новых марок типа Ил-2, Пе-2, Як-1 и так далее. Эскадрилья при этом насчитывала 9 самолётов, то есть три полных звена.
В середине 1943 года в истребительной авиации вернулись к составу эскадрильи в 10 самолётов, двух звеньев и пары (командира и его ведомого).
В конце 1943 года эскадрильи истребительной и штурмовой авиации перешли на трёхзвенный состав и насчитывали по 12 самолётов.
Эскадрилья бомбардировочной авиации насчитывала по 10 самолётов, три звена и самолёт командира эскадрильи. Эскадрилья связи состояла из четырёх звеньев (12 самолётов).

#### Именные авиаэскадрильи
В авиации РККА существовали именные авиационные эскадрильи:
- «Амурский колхозник» (тип сам. неизв.) декабрь 1942,
- «Кировский колхозник» (тип сам. неизв.) декабрь 1942,
- «имени Комсомола Удмуртии», создана по инициативе комсомольцев Сарапульского района УАССР которые обратились ко всем членам ВЛКСМ Республики с призывом принять участие в постройке эскадрильи боевых самолётов, молодёжь УАССР собрала 2 507 700 рублей на постройку эскадрильи, за что реском получил благодарность от Верховного Главнокомандующего И. В. Сталина[4].
- «Воронежский колхозник»,
- «Свердловский колхозник» (тип сам. неизв.) декабрь 1942,
- «Хабаровский комсомолец»,
- «Новосибирский комсомолец/Комсомол Нарыма/Комсомол Кузбасса» (9 самолётов Як-7) август 1942,
- «Чкаловский комсомолец»,
- «Ярославский комсомолец» (Ил-2),
- «Малый театр — фронту» (Як-9),
- «Комсомолец Заполярья»,
- «Советский полярник»,
- «Советское Приморье» (Ил-4),
- «Советская Грузия» (тип сам. Ла-5 с жёлтой надписью грузинским шрифтом) март 1943,
- «Солнечная Киргизия»
- «Лозовской колхозник»
- «Кегичевский колхозник»
- «Монгольский арат»
- «Латышский стрелок» (Як-7)
- «Александр Невский» (тип сам. неизв.) создана по инициативе Русской Православной Церкви в ноябре 1942 года[5] На истребителе с надписью на борту «Александр Невский» сражался известный лётчик-истребитель, Герой Советского Союза, Александр Дмитриевич Билюкин. Всего за войну он выполнил 430 успешных боевых вылетов, в 36 воздушных боях лично сбил 23 и в составе группы 1 самолёт противника.[6]

### Российская Федерация

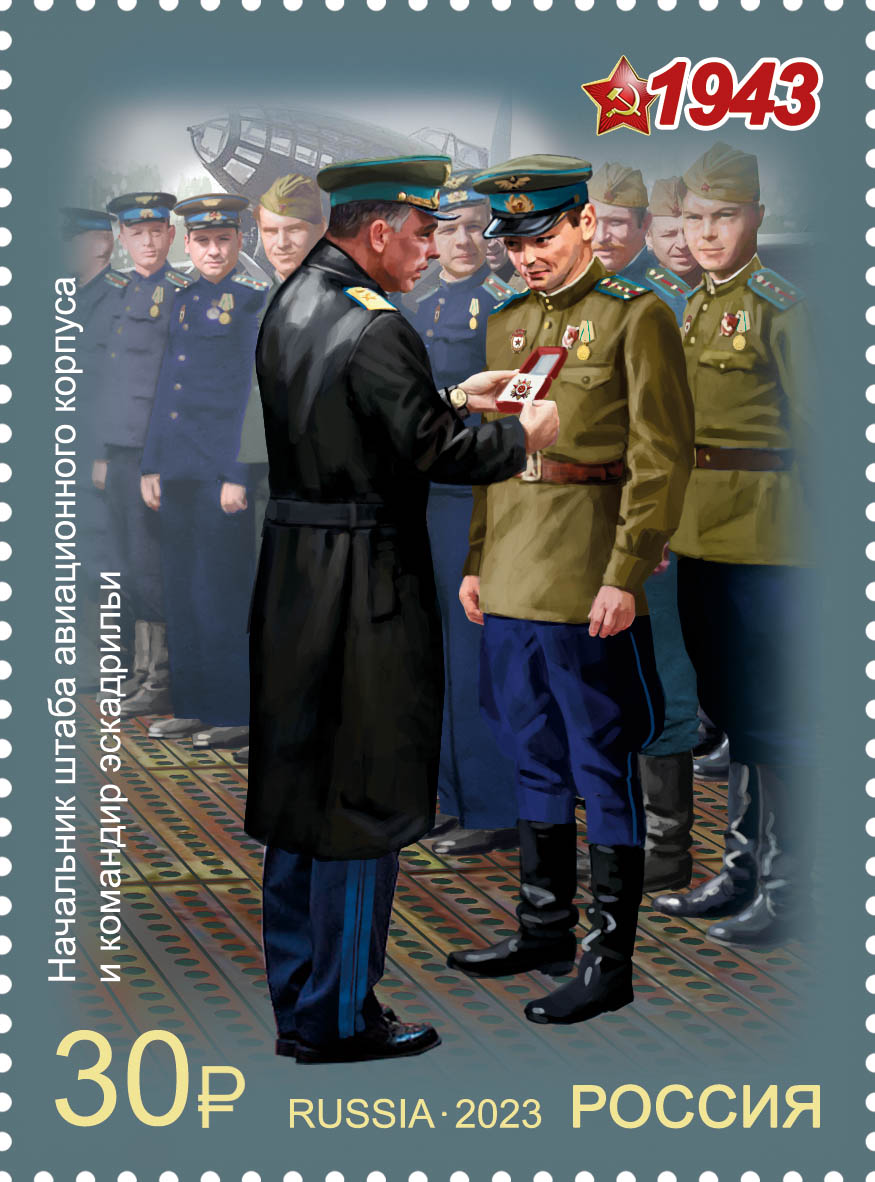
Серия «К 80-летию Победы в Великой Отечественной войне 1941—1945 гг.». Военная форма одежды Красной армии и флота СССР. 1943 г. Начальник штаба авиационного корпуса и командир эскадрильи

В ВКС ВС России штатный состав эскадрильи полностью зависит от типов эксплуатируемой техники, и практически полностью идентичен штатному расписанию времён позднего СССР. Например, в эскадрилью фронтовых бомбардировщиков входит 12 самолётов типа Су-34. В штате эскадрильи дальних бомбардировщиков-ракетоносцев типа Ту-95 — восемь машин. Командир авиационной эскадрильи — лётчик в звании подполковника.

### США (конец XX-го — начало XXI века)
Основной боевой единицей в военной авиации США является эскадрон (Squadron, в русск. терминологии обозначен как эскадрилья), который по численности самолётов занимает промежуточное положение между отечественными (советско-российскими) эскадрильей и полком.
Каждая эскадрилья является воинской частью. Две или более эскадрильи объединены в авиационную группу. Две или более авиагруппы будут образовывать авиакрыло.
В воздушных силах США (United States Air Force) существуют как лётные эскадрильи, так и нелётные эскадрильи. Структура лётных эскадрилий ВВС США всецело ориентирована на лётную работу и не имеет ряда внутренних подразделений обеспечения, принятых в авиаполках СССР/РФ. Так, например, все узкие авиационные специалисты и ремонтно-эксплуатационные структуры авиатехники входят в состав эскадрильи технического обслуживания, тогда как аэродромные службы (отечественный аналог ОБАТО и БСиРТО) находятся в составе эскадрильи поддержки. Численность летательных аппаратов в лётной эскадрилье разная и зависит от типов и задач.
Так, например, в истребительной эскадрилье USAF обычно 18-24 однотипных воздушных судна. В эскадрилье ВМС, как палубной, так и в береговой авиации обычно в штате по 12 самолётов, но в вертолётных эскадрильях U.S. Navy может быть до 16-18 вертолётов.
В авиации ВМС и в авиации Корпуса морской пехоты США в штат лётных эскадрилий при необходимости могут входить и структуры технического обслуживания летательных аппаратов и подразделения тылового обеспечения, при этом все эти службы подчиняются командиру эскадрильи.
Также в США существуют лётно-испытательные эскадрильи для войсковых испытаний новых типов и модификаций самолётов и вертолётов. Отработкой боевого применения занимаются испытательно-оценочные эскадрильи. Переучивание лётного состава осуществляется в тренировочных эскадрильях.
В армейской авиации США присутствуют как авиационные батальоны, так и авиационные эскадроны (по аналогии с кавалерией — т. н. воздушная кавалерия). Они подчиняются командованию бригады. Для обслуживания воздушных судов в эскадроне может иметься техническое подразделение, или же для этих целей может быть использоваться сторонняя ремонтная компания.
Отдельно следует выделить авиационные эскадрильи Национальной гвардии. Каждый штат США имеет свои собственные вооружённые силы, которые происходят от милицейских формирований времён гражданской войны. Что касается авиационных подразделений Национальной гвардии, то на уровне каждого штата, как правило, имеется авиационное крыло. В основном на ВВС национальной гвардии возложены функции территориальной противовоздушной обороны, однако также имеются и ударные эскадрильи истребительно-бомбардировочной и штурмовой авиации. А, к примеру, 131-е бомбардировочное крыло Национальной гвардии штата Миссури готовит резервистов на стелс-бомбардировщики Northrop B-2 Spirit.
Командир авиационной эскадрильи в США — это обычно офицер в звании подполковника. В палубной авиации ВМС командир авиационной эскадрильи — это как правило морской офицер, у которого имеется заместитель по авиации в том же ранге.

### Дания
Современные Королевские военно-воздушные силы Дании (Kongelige Danske Flyvevåben) во многом копируют американскую структуру: основной боевой единицей является авиакрыло, в составе которого имеются лётные и вспомогательные подразделения. Все лётные подразделения именуются эскадрильями (Eskadrille), а нелётные — эскадронами: эскадроны оперативной поддержки (Operations Support Squadron), эскадроны логистической поддержки (Logistic Support Squadron) и авиаремонтные эскадроны (Aircraft Maintenance Squadron).

### Югославия
В Югославской народной армии в 1961 году был утверждён порядок обозначения эскадрилий ВВС номерами:
- Истребительные авиационные эскадрильи — номера, начиная со 120-го;
- Истребительно-бомбардировочные эскадрильи — номера, начиная с 235-го;
- Разведывательные авиационные эскадрильи — номера, начиная с 350-го;
- Эскадрильи лёгкой боевой авиации — номера, начиная с 460-го;
- Эскадрильи противолодочной авиации — номера, начиная с 570-го;
- Транспортные авиационные эскадрильи — номера, начиная с 675-го;
- Вертолётные эскадрильи — номера, начиная с 780-го;
- Эскадрильи авиационной связи — номера, начиная с 890-го.